# Country Joe McDonald

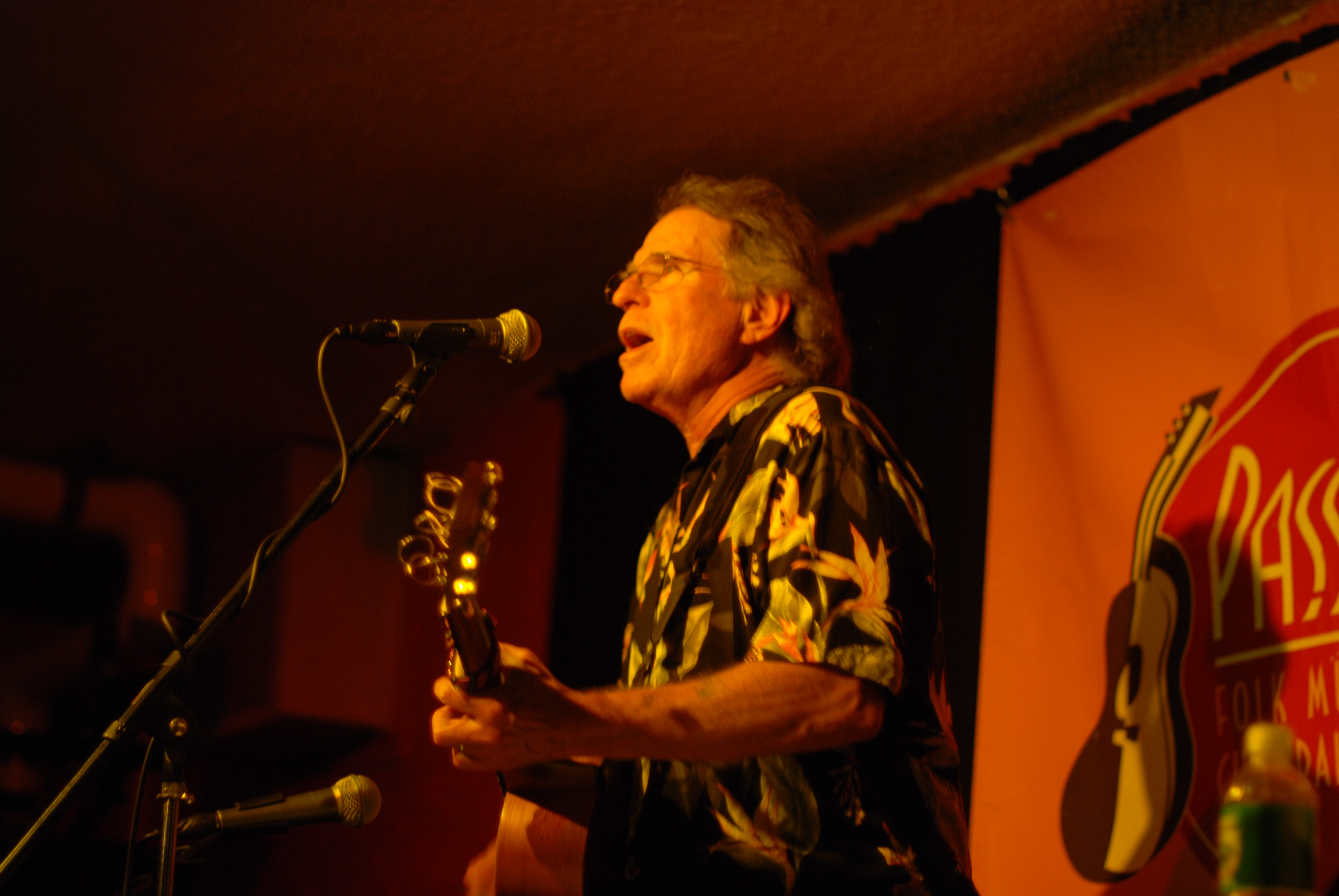
Country Joe McDonald, 2007

Country Joe McDonald (* 1. Januar 1942 als Joseph McDonald in Washington, D.C.) ist ein US-amerikanischer Folk- und Rocksänger, Gitarrist und Singer-Songwriter. 1965 gründete er die Gruppe Country Joe and the Fish; er wurde bekannt durch seinen Auftritt auf dem Woodstock-Festival mit dem “Fish” Cheer und dem I-Feel-Like-I’m-Fixin’-to-Die Rag. In seiner jahrzehntelangen Musikerlaufbahn brachte er rund 40 Musikalben heraus und schrieb hunderte von Songs.

## Werdegang
McDonald wuchs in Los Angeles in Kalifornien auf. Mit siebzehn war er drei Jahre lang als Marinesoldat im Einsatz. Anfang der 1960er-Jahre zog er nach Berkeley, wo er eigentlich studieren wollte. Stattdessen machte er vor allem Musik in verschiedenen von ihm gegründeten Formationen und reparierte in einem Gitarrenladen Gitarren. Die Musik von McDonald wird stark von Politik und Zeitgeschehen bestimmt. 1965, zeitgleich mit der ersten Entsendung von regulären amerikanischen Kampftruppen nach Vietnam, schrieb und veröffentlichte McDonald den I-Feel-Like-I’m-Fixin’-to-Die Rag, der ihn später berühmt machen sollte. Im selben Jahr gründete McDonald mit Barry Melton die Gruppe Country Joe and the Fish und brachte Anfang 1967 das Debütalbum Electric Music for the Mind and Body heraus. Das Album war stark psychedelisch geprägt von elektrischer Gitarre und Keyboard; romantische Liebeslieder und Folk wurden vermischt mit dem Protest gegen den Vietnamkrieg. Dem Debütalbum, das sich in den amerikanischen Top 40 platzierte, folgte bereits im selben Jahr das zweite Album I-Feel-Like-I’m-Fixin’-to-Die. Neben dem Fish Cheer und dem anschließenden berühmten Titelsong waren viele Stücke wesentlich balladenhafter, mit der Stimme von McDonald und seiner akustische Gitarre, so zum Beispiel der Titel Janis, der seiner vergangenen Beziehung mit Janis Joplin gewidmet war.
Die Gruppe wurde mit ihren politisch motivierten Rocksongs populär, bevor sie 1969 auf dem legendären Woodstock-Festival auftraten. McDonald war dort auch als Solo-Akt mit seinem Song I-Feel-Like-I’m-Fixin’-to-Die Rag zu sehen. Der Song wurde durch den Fuck Cheer eingeleitet und machte sowohl ihn als auch die Gruppe weltbekannt.
Mit diesen beiden ersten Alben aus dem Jahre 1967 sollte die Gruppe bereits ihren Höhepunkt erreicht haben. McDonald wurde jedoch bald auch als Solokünstler aktiv. So nahm er 1969 für das Label Vanguard Records zwei Countrymusik-Alben auf: Thinking of Woody Guthrie und Tonight I’m Singing Just for You.
1970 kam der Film Woodstock heraus, der die weltweite Popularität des Künstlers und seiner Gruppe entscheidend verstärkte. Aber fast gleichzeitig erschien das (vorerst) letzte Album von Country Joe and the Fish (CJ Fish); die Gruppe löste sich auf.
McDonald tourte jetzt als Einzelkünstler durch ganz Europa, er gab Konzerte auf Festivals und in Konzerthallen. Während der Tourneen in Skandinavien wurde McDonald mit der Erstellung der Filmmusik für den dänischen erotischen Spielfilm Stille Tage in Clichy beauftragt, die im Jahre 1970 Teil des Soundtracks Quiet Days in Clichy wurde. Hierfür spielte McDonald auf seiner Gitarre und sang dazu. Sein Album Hold On It’s Coming (1971), auf dem unter anderem auch Peter Green zu hören ist, entstand in London. Weitere vielbeachtete Solo-Performances folgten.
Im Schnitt kam fortan etwa ein Album pro Jahr heraus. Die Alben deckten eine große Bandbreite von Musikrichtungen ab, und jedes Album hatte seinen eigenen Stil. So gab es zum Beispiel:
- War War War, ein Soloalbum mit sehr getragener Stimmung, in dem Gitarrenklänge die mächtigen Verse von Robert Service begleiteten,
- Incredible! Live!, ein freches Live-Soloalbum von McDonald, wo er vor einem kleinen Publikum mit seiner Gitarre Antikriegslieder anstimmte,
- das Solo-Chanson-Album On My Own, das in nur einer Nacht in einem Studio im deutschen Brackenheim aufgenommen worden war,
- Alben mit Rockchansons wie Country Joe und Goodbye Blues,
- sentimentale Stimmungen mit Love is a Fire,
- Reunion, ein Revival-Album von Country Joe and the Fish sieben Jahre nach ihrer Auflösung
- und viele andere Alben, die eine Mischung mehrerer Elemente enthielten.

Das Live-Album Into the Fray (1982) entstand während einer ausverkauften gemeinsamen Tournee durch Süddeutschland mit den dort populären Wolle Kriwanek & Schulz Bros. Mit Peace on Earth (1984) setzte McDonald sich weiterhin für Natur- und Umweltschutz ein, und mit The Vietnam Experience (1986) arbeitete er erneut die Folgen des Vietnamkriegs auf.
Danach wurde es ruhiger um McDonald, und er veröffentlichte nur noch sporadisch Platten. Superstitious Blues (1991), mit Jerry García an der Gitarre und Carry On (1994) waren gelungene Folkalben. 1999 belebte er zusammen mit der britischen Neo-Psychedelic-Band The Bevis Frond für das Live-Album Eat Flowers and Kiss Babies den alten Sound von Country Joe and the Fish. Neuere Veröffentlichungen vertreibt McDonald nur noch über den Online-Shop seiner Webseite, die er im Jahr 2000 einrichtete. Hier findet man außerdem aktuelle Artikel zu seiner Musik und zu politischen und anderen Themen.
2004 gründete McDonald mit David Bennett Cohen, Bruce Barthol und Chicken Hirsh (alle drei ehemals bei Country Joe and the Fish) die Country Joe Band, die den Sound von Country Joe and the Fish erneut wiederbelebte. Die Band veröffentlichte 2005 ein Live-Album und eine DVD.
Im September 2012 brachte er die Doppel-CD Time Flies By heraus, auf der er Stücke aus den 45 Jahren seit 1967 neu interpretierte und einige neue Titel hinzufügte.

## Engagement
Der Beginn der Musikerlaufbahn von McDonald fiel mit dem Vietnamkrieg zusammen, gefolgt von den Studentenprotesten. Und so zieht sich sein Engagement in Politik und Gesellschaft und insbesondere die Aufarbeitung des Vietnamkriegs wie ein roter Faden durch seine Musik, die ein Teil seines Engagements ist. In seiner Musik halten sich der Text und die Musik die Waage. Zunächst waren seine Alben und die von Country Joe and the Fish stark auf „Peace and Love“ konzentriert. Drogen (im Besonderen LSD) wurden im Debütalbum noch angepriesen, im zweiten Album desselben Jahres  I-Feel-Like-I’m-Fixin’-to-Die im Acid Commercial allenfalls ironisch beworben, in der Musik der späteren Alben jedoch als Unheil bekämpft. In den 1970er-Jahren beschäftigte sich McDonald dann auch mit den aktuell werdenden Themen Umwelt- und Naturschutz (Paradise with an Ocean View) und sozialen Themen wie der Gleichberechtigung der Frau.

## Diskografie

### Alben mit Country Joe and the Fish
- 1967: Electric Music for the Mind and Body (Vanguard)
- 1967: I-Feel-Like-I’m-Fixin’-to-Die (Vanguard)
- 1968: Together (Vanguard)
- 1969: Here We Are Again (Vanguard)
- 1970: CJ Fish (Vanguard)
- 1977: Reunion (Fantasy)
- 1996: Live! Fillmore West 1969 (Vanguard)

### Alben als Country Joe McDonald
- 1969: Thinking of Woody Guthrie (Vanguard)
- 1970: Tonight I’m Singing Just for You (Vanguard)
- 1971: Hold On It’s Coming (Vanguard)
- 1971: War War War (Vanguard)
- 1972: Incredible! Live! (Vanguard)
- 1973: Paris Sessions (Vanguard)
- 1974: Country Joe (Vanguard)
- 1975: Paradise with an Ocean View (Fantasy)
- 1976: Love Is a Fire (Fantasy)
- 1977: Goodbye Blues (Fantasy)
- 1978: Rock and Roll Music from Planet Earth (Fantasy)
- 1979: Leisure Suite (Fantasy)
- 1981: Into the Fray (Rag Baby)
- 1981: On My Own  (Rag Baby)
- 1983: Child’s Play (Rag Baby)
- 1984: Peace on Earth (Rag Baby)
- 1986: Vietnam Experience (Rag Baby)
- 1991: Superstitious Blues (Rag Baby/Rykodisc)
- 1995: Carry On (Rag Baby/Shanachie Records)
- 1998: Something Borrowed, Something New (Rag Baby/Big Beat)
- 1999: Eat Flowers and Kiss Babies (mit The Bevis Frond) (Woronzov)
- 2000: www.countryjoe.com (Rag Baby)
- 2000: I Feel Like I’m Fixin’ to Sing Some Songs and Tell Some Stories (Rag Baby)
- 2002: Crossing Borders (mit M.L.Liebler, Rag Baby)
- 2002: Thank the Nurse (4-Track-CD, Rag Baby)
- 2005: Live in Berkeley (mit The Country Joe Band, Rag Baby)
- 2005: Natural Imperfections  (mit Bernie Krause, Rag Baby)
- 2008: War War War Live (Rag Baby)
- 2008: A Tribute to Woody Guthrie (Rag Baby)
- 2012: Time Flies By (Rag Baby/Globe Records)
- 2017:  50

### Kompilationen
- 1969: Greatest Hits (Country Joe and the Fish – Vanguard)
- 1971: The Life and Times of Country Joe and the Fish (Vanguard)
- 1976: The Essential – Country Joe McDonald (Vanguard)
- 1981: Collector’s Items: The First Three EP’s (Rag Baby)
- 1983: Animal Tracks (Rag Baby)
- 1988: Collected Country Joe and the Fish (Vanguard)
- 1989: Classics (The Fantasy Years – Fantasy)
- 1990: The Best of Country Joe McDonald · The Vanguard Years (1969–75) (Vanguard)

### Sonstige Alben
- 1970: Quiet Days in Clichy (Soundtrack) (Vanguard)